# Klasenfilzalm
Die Klasenfilzalm oder Filzalm ist eine Alm in den Bayerischen Voralpen. Sie liegt im Gemeindegebiet von Lenggries und ist als Baudenkmal gekennzeichnet.
Das Almgebiet befindet sich in einer Talmulde unterhalb des Kotiger Steins an einem Fahrweg zur Bayernhütte.